# Kandidatengen
Als Kandidatengen (lat. candidatus = Kandidat; griech. geneá = Abstammung) werden Gene bezeichnet, die möglicherweise Assoziationen mit dem Auftreten von genetisch beeinflussten Krankheiten aufweisen.

## Methoden zur Kandidatengen-Findung
Es kommen Methoden zum Screening einer großen Anzahl von Genen zur Anwendung. Diese reichen über SNP-Analysen, Linkage-Analysen bis hin zu Genotypisierungen. Diese Methoden können sowohl in Familien-Studien, als auch in Fall-Kontroll-Studien zum Einsatz kommen. Familien-Studien werden mit Familien-Trios (Mutter, Vater, Kind) durchgeführt, wobei das Kind an der interessierenden Krankheit leidet und die Eltern gesund sind. In Case-Control-Studien werden Proben von Patienten, die an der interessierenden Erkrankung leiden, mit solchen ohne Krankheitsbild, also Gesunden, verglichen.
Mit Hilfe statistischer Tests können so beispielsweise SNPs ermittelt werden, die gehäuft bei erkrankten Personen auftreten.

## Anwendung von Kandidatengenen
Wurde ein Kandidatengen ermittelt, muss mit Hilfe von Expressions-Studien und anderen biochemischen Verfahren die genaue Art der Beteiligung des Gens bzw. des Gen-Produktes (Proteine, regulatorische RNA) am Verlauf der Erkrankung geklärt werden. Kandidatengene können neben der Aufklärung von Krankheitsursachen und -verläufen auch zur genetischen Prä-Diagnostik dienen, indem genetische Auffälligkeiten in diesen Genen, beispielsweise SNPs, als Marker für das Risiko einer Erkrankung verwendet werden. Außerdem soll es auch möglich sein, diffuse Krankheitsbilder (komplexe Erkrankungen), beispielsweise die Alzheimersche Erkrankung, früh zu erkennen und von anderen Krankheitsbildern zu unterscheiden. Durch genetische Analyse eines Patienten soll es des Weiteren möglich werden, genetische Variationen einer Erkrankung zu unterscheiden und dadurch die Medikamentierung schneller und besser (niedrigere Dosis) einstellen zu können.